# ماتيا ألتوبيلي (لاعب كرة قدم)
ماتيا ألتوبيلي (بالإيطالية: Mattia Altobelli)‏ هو لاعب كرة قدم إيطالي في مركز قلب الدفاع، ولد في 14 يناير 1995 في تيرمولي في إيطاليا. لعب مع نادي بيسكارا ونادي فوجيا.